# 愛德華·德林克·科普
愛德華·德林克·科普（英語：Edward Drinker Cope，1840年7月28日—1897年4月12日）是一位美國古生物學家及比較解剖學家，同時也是爬蟲類學家與魚類學家。科普出生於費城，1859年時將一份關於蠑螈的研究論文送交費城的自然科學學會（Academy of Natural Sciences）。1889年時成為賓州大學的古生物學及地質學教授。
科普專注於美國的脊椎動物化石研究，他在一生當中發掘了超過1000個新物種，其中包括已滅絕動物。共有56種恐龍是由科普所發現。他曾經與另一位恐龍研究者奧塞內爾·查利斯·馬什進行一場「化石戰爭」，對新化石的發現展開競爭。

## 外部連結
- Bibliography of dinosaur-related references at DinoData
- Dinosaurs named by Cope, at DinoData
- Biographies of Persons honored in the Herpetological Nomenclature （页面存档备份，存于）